# Marek Cecyliusz Metellus (pretor 69 p.n.e.)
Marek Cecyliusz Metellus – rzymski pretor w roku 69 p.n.e.
Członek wpływowego plebejskiego rodu rzymskiego Cecyliuszy, syn Gajusza Cecyliusza Metellusa Kaprariusza (konsula w 113 p.n.e.). Pretor w 69 p.n.e., przewodniczył sądom o zdzierstwo. Gdy wylosował ten zakres obowiązków Gajusz Werres oskarżany przez Cycerona w sławnym procesie uznał to za sprzyjającą okoliczność. Zwolennicy Werresa próbowali bezskutecznie przeciągnąć proces do momentu, gdy nowo obrany pretor Marek Metellus przejmie urzędowanie.
W 63 p.n.e. Katylina dla odsunięcia podejrzeń chciał się sam oddać pod nadzór. Spotkał się z odmową Maniusza Lepidusa, samego Cycerona, Kwintusa Metellusa Kreteńskiego, ale został przyjęty przez Marka Metellusa, którego podejrzewano o sprzyjanie spiskowi Katyliny.